# Test rapid de antigen

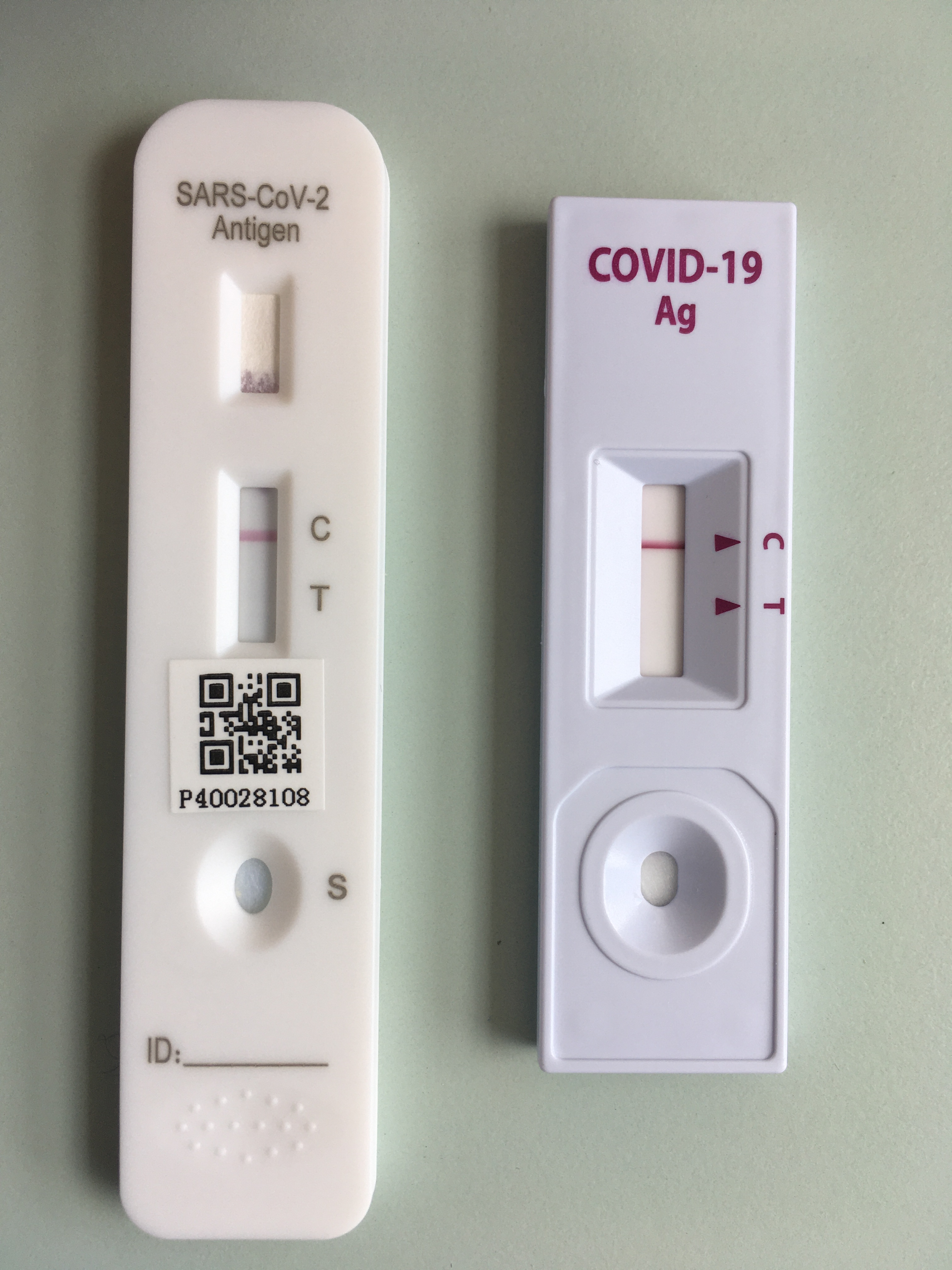
Teste rapide SARS-CoV-2. Teste de detectare a antigenului viral în flux lateral

Un test rapid de antigen (RAT), sau test rapid, este un test de diagnostic rapid adecvat pentru testarea la locul de îngrijire, care detectează direct prezența sau absența unui antigen. Acesta este utilizat în mod obișnuit pentru detectarea SARS-CoV-2, virusul care provoacă COVID-19. Testele rapide sunt un tip de teste cu flux lateral care detectează proteinele, ceea ce le deosebește de alte teste medicale care detectează anticorpi (teste de anticorpi) sau acidul nucleic (teste de acid nucleic), fie de laborator, fie de tip point-of-care. Testele rapide oferă, în general, un rezultat în 5 până la 30 de minute, necesită o pregătire sau o infrastructură minimă și prezintă avantaje semnificative în ceea ce privește costurile.

## Utilizări
Exemple comune de RAT sau RADT includ:
- Teste rapide legate de testarea COVID-19
- Teste rapide pentru streptococ (pentru antigeni streptococici)
- Teste rapide de diagnosticare a gripei (RIDT) (pentru antigenii virusului gripal)
- Teste de detectare a antigenelor de malarie (pentru antigenii de Plasmodium)

### Teste rapide de antigeni COVID-19
Testele rapide de depistare a antigenului COVID-19 reprezintă una dintre cele mai utile aplicații ale acestor teste. Deseori numite teste cu flux lateral, acestea au oferit guvernelor mondiale mai multe beneficii. Acestea sunt rapid de implementat, cu o pregătire minimă, au oferit avantaje semnificative în ceea ce privește costurile, costând o fracțiune din formele existente de testare PCR și oferă utilizatorilor un rezultat în 5-30 de minute. Testele rapide de antigen și-au găsit cea mai bună utilizare ca parte a testelor de masă sau a abordărilor de screening la nivelul întregii populații. Ele au succes în aceste abordări deoarece, pe lângă avantajele menționate mai sus, identifică persoanele care sunt cele mai infecțioase și care ar putea răspândi virusul la un număr mare de alte persoane. Acest lucru diferă ușor de alte forme de COVID-19, cum ar fi PCR, care, în general, sunt considerate a fi un test util pentru indivizi.

## Baza științifică și biologia care stă la bază
Testele antigenice și testele de anticorpi sunt adesea imunoanalize (IA) de un fel sau altul, cum ar fi IA cu tijă de dipstick sau imunoanalize cu fluorescență, însă RAT este un test imunocromatografic care oferă rezultate vizuale care pot fi observate cu ochiul liber. Acesta este considerat calitativ, dar o persoană cu experiență în testarea RAT poate cuantifica cu ușurință rezultatele. Fiind un test de screening, dacă sensibilitatea și specificitatea sunt relativ scăzute pentru test, atunci rezultatele ar trebui evaluate pe baza unor teste de confirmare, cum ar fi testul PCR sau Western Blot.
Un avantaj inerent al unui test de antigen față de un test de anticorpi (cum ar fi testele rapide de detectare a anticorpilor HIV) este acela că poate dura ceva timp până când sistemul imunitar dezvoltă anticorpi după ce începe infecția, dar antigenul străin este prezent imediat. Deși orice test de diagnosticare poate avea falsuri negative, această perioadă de latență poate deschide o cale deosebit de largă pentru falsuri negative în cazul testelor de anticorpi, deși particularitățile depind de ce boală și ce test sunt implicate. Fabricarea unui test rapid de antigen costă, de obicei, în jur de 5,00 USD.